# Software preinstalado
El software preinstalado es el software ya instalado y autorizado en una computadora o un teléfono inteligente comprado a un fabricante de equipo original (OEM). El sistema operativo está normalmente preinstalado al ser un requisito general, sirviendo para la instalación de software adicional aparte de la cantidad mínima necesaria, normalmente de otras fuentes (o el vendedor del sistema operativo).
El software preinstalado no deseado (conocido en inglés como crapware o bloatware) puede incluir vulnerabilidades importantes de seguridad, como Superfish, que instala un certificado raíz para inyectar anuncios a páginas de búsqueda cifradas de Google, pero deja a los ordenadores vulnerables a ciberataques que rompen la seguridad utilizada en sitios web de banca o de finanzas.
Algunos sitios web de descargas gratuitas empaquetan el programa que se quiere descargar junto a software no deseado.

## Softwareno deseado
A menudo, las computadoras nuevas salen al mercado con software instalado de fábrica por el que se pagó al fabricante para que lo incluyera, pero que es de dudoso valor para el comprador. La mayoría de estos programas se incluyen sin el conocimiento del usuario, y no cuentan con instrucciones sobre cómo desactivarlos o eliminarlos.
Un ejecutivo de Microsoft mencionó que en la empresa llamaban a estas aplicaciones craplets. También planteó que la experiencia de compra de un equipo Windows podía verse perjudicada por aplicaciones mal diseñadas y sin certificar creadas por terceros e instaladas por los fabricantes, y declaró que el caso antimonopolio contra Microsoft impedía a la empresa detener la preinstalación de estos programas por parte de los fabricantes de los equipos. Walt Mossberg, columnista tecnológico para The Wall Street Journal, condenó los craplets en dos columnas publicadas en abril de 2007 y sugirió varias estrategias posibles para eliminarlos.
La integración de estas aplicaciones no deseadas se realiza a menudo a cambio de una compensación económica que paga el creador de la aplicación al OEM. En el Consumer Electronics Show de 2007, Dell defendió esta práctica, afirmando que ayuda a mantener los costes bajos y dando a entender que los sistemas podrían ser significativamente más caros para el usuario final si estos programas no estuvieran instalados de fábrica. Algunos vendedores de sistemas y minoristas ofrecen, por un coste adicional, desinstalar programas no deseados que vienen instalados de fábrica en equipos nuevos; en particular, los minoristas promocionarán este servicio como una «mejora de rendimiento». En 2008, Sony Corporation anunció un plan para cobrar a los usuarios 50 dólares estadounidenses por el servicio, aunque Sony decidió posteriormente dejar de cobrar por el servicio y ofrecerlo gratuitamente después de que muchos usuarios expresaran su indignación. Asimismo, Microsoft Store ofrece una gama de computadoras Signature Edition en un estado similar, así como paquetes de garantía ampliada y soporte a través de Microsoft.

### En teléfonos inteligentes
Los teléfonos móviles generalmente salen al mercado con software instalado de fábrica que ha sido proporcionado por el fabricante o por el operador de red móvil; al igual que ocurre con su equivalente en PC, este software puede estar vinculado a servicios de administración de cuentas u otros servicios premium ofrecidos por el proveedor. Esta práctica se extendió a los teléfonos inteligentes a través de Android, ya que los operadores suelen incluir en el dispositivo aplicaciones propias y de terceros, y además las instalan en la partición del sistema, de modo que no se pueden eliminar del dispositivo por completo sin antes hacer modificaciones no soportadas en su firmware, como el rooting.
Algunas de estas aplicaciones pueden ejecutarse en segundo plano, consumiendo batería, y también pueden duplicar funcionalidades ya proporcionadas por el propio teléfono; por ejemplo, Verizon Wireless ha incluido en sus teléfonos una aplicación redundante de mensajería de texto llamada Messages+ (que está configurada como la aplicación de mensajería de texto por defecto en lugar de la aplicación incluida en el sistema operativo), y VZ Navigator (un servicio de suscripción redundante con el servicio gratuito Google Maps). Además, las aplicaciones incluidas por los OEM pueden tener permisos especiales a nivel de sistema que sobrepasan los permisos aplicados por el sistema operativo.
Android 4.0 trató de solucionar estos problemas permitiendo a los usuarios deshabilitar aplicaciones, lo que las oculta de los menús de aplicaciones y evita que se ejecuten; sin embargo, esto no elimina completamente las aplicaciones del dispositivo, y estas siguen consumiendo espacio de almacenamiento a menos que sean eliminadas mediante modificaciones no soportadas. Android 5.0. empezó a permitir que las aplicaciones de las operadoras se descargaran automáticamente de Google Play Store durante la configuración inicial del dispositivo; se instalan de la misma manera que las aplicaciones descargadas por el usuario y se pueden desinstalar de forma normal.
Aunque Apple no permite a las operadoras personalizar los iPhones de esta manera, la empresa ha recibido críticas por incluir cada vez más aplicaciones instaladas de fábrica que no pueden ser eliminadas.

## Consideraciones legales
- En abril de 2014, Corea del Sur implementó nuevas directrices reguladoras para el sector de la telefonía móvil que establecen que las aplicaciones no esenciales preinstaladas en un teléfono inteligente puedan ser eliminadas por el usuario.[23]
- En diciembre de 2019, Rusia aprobó una ley que entró en vigor el 1 de julio de 2020 por la que se requiere que determinados tipos de dispositivos electrónicos de consumo lleven instaladas de fábrica aplicaciones desarrolladas por proveedores rusos. El objetivo de esta ley es desincentivar el uso de competidores extranjeros.[24][25]